# Лима, Антони
Антони Лима Сола (кат. Antoni Lima Solá; 22 сентября 1970, Гава, Испания) — андоррский футболист, нападающий. Выступал за клубы «Реал Мадрид Кастилья», «Эспаньол», «Паламос», «Полидепортиво Альмерия», «Реал Мурсия», «Униан Мадейра», «Онтеньенте», «Гава», «Ионикос», «Эивисса-Ибиса».
С 1997 года по 2009 год являлся игроком национальной сборной Андорры, за которую провёл 63 матча и забил 1 гол.

## Биография

### Клубная карьера
Воспитанник барселонского клуба «Дамм». В 1990 году перешёл в команду «Реал Мадрид Кастилья», а спустя год стал игроком «Эспаньола». В составе команды провёл две игры в чемпионате Испании против «Кадиса» (1:2) и «Реал Вальядолида» (0:2).
В 1992 году перешёл в стан «Паламоса», который выступал в Сегунде. В составе команды играл на протяжении трёх лет и сыграл в 100 матчах, забив при этом 9 мячей. Вместе с коллективом доходил до финала Кубка Каталонии, где «Паламос» уступил «Эспаньолу» (1:3). В сезоне 1995/96 играл за «Полидепортиво Альмерия» в Сегунде B, где провёл 30 поединков и забил 1 гол. Летом 1996 года перешёл в команду «Реал Мурсия», сыграв за неё в 20 матчах и забив 1 гол. В следующем сезоне 1997/98 вернулся в «Полидепортиво Альмерия».
Летом 1998 года подписал контракт с португальским клубом «Униан Мадейра», который выступал во втором по силе дивизионе. В команде играл вместе с другим андоррцем — Хусто Руисом. Всего за португальский коллектив Тони Лима провёл 7 матчей.
Затем играл за испанские клубы «Онтеньенте» и «Гаву», которая представляет его родной город. Летом 2001 года перешёл в греческий «Ионикос», где находился вместе со своим братом Ильдефонсом. Всего за греческий клуб провёл 3 игры. В последующем вновь выступал на протяжении двух лет за «Гаву», а с 2004 года по 2006 год играл в «Паламосе». В 2008 году прекратил выступать на клубном уровне, играя за команду «Эивисса-Ибиса».
Летом 2011 года стал скаутом итальянского клуба «Интернационале».

### Карьера в сборной
В 1995 году принял участие в матче сборной Каталонии против «Барселоны», Лима отметился забитым голом, а его команда одержала победу (5:2).
22 июня 1997 года дебютировал в национальной сборной Андорры в товарищеском матче против Эстонии. Главный тренер команды Маноэл Милуир доверил Лиме сыграть весь поединок. Эта игра являлась второй в истории сборной Андорры и завершилась ей поражением со счётом (1:4).
В квалификации на чемпионат Европы 2000 защитник сыграл в 7 встречах. В феврале 2000 года участвовал на турнире Ротманс, который проходил на Мальте. В отборочном турнире на чемпионат мира 2002 он сыграл всего в 5 играх. В квалификации к чемпионат Европы 2004 Антони принял участие в 6 встречах и забил 1 гол (в ворота Болгарии).
В отборе на чемпионат мира 2006 Лима сыграл в 10 встречах. В игре против Нидерландов защитник забил гол в свои ворота. В своей группе Андорра набрала 5 очков, что является лучшим результатом в отборах для страны. Тогда сборная обыграла Македонию (1:0) и дважды сыграла вничью, с той же Македонией (0:0) и Финляндией (0:0). В квалификации на чемпионат Европы 2008 он сыграл в 8 играх. В отборочном турнире на чемпионат мира 2010 Лима принял участие в 6 матчах. 10 июня 2009 года провёл свою последнюю игру за сборную княжества в рамках отбора против Англии (0:6).
Всего за сборную одного из аутсайдеров мирового футбола он провёл 63 матча признанных ФИФА, в которых забил 1 гол, и 1 неофициальную игру провёл против сборной Латвии в 2008 году.

## Личная жизнь
Его младший брат, Ильдефонс Лима (1979) является лучшим бомбардиром в истории сборной Андорры.